# Magiczny miecz – Legenda Camelotu
Magiczny miecz – Legenda Camelotu (ang. The Magic Sword: Quest for Camelot) – amerykański animowany musical z 1998 roku w reżyserii Frederika Du Chau i produkcji Warner Bros. oparty na książce Very Chapman „The King’s Damosel” (Młoda dama króla).
Film otrzymał w większości negatywne recenzje; serwis Rotten Tomatoes przyznał mu wynik 36%.

## Obsada głosowa
- Jessalyn Gilsig – Kayley
- Andrea Corr – Kayley (śpiew)
- Cary Elwes – Garrett
- Bryan White – Garrett (śpiew)
- Gary Oldman – Ruber
- Don Rickles – Cornwall
- Eric Idle – Devon
- Frank Welker – Ayden
- Bronson Pinchot – Gryf
- Jane Seymour – Juliana
- Céline Dion – Juliana (śpiew)
- Jaleel White – Szablodzioby
- Pierce Brosnan – król Artur
- Steve Perry – król Artur (śpiew)
- John Gielgud – Merlin
- Gabriel Byrne – Lionel
- Sarah Freeman – mała Kayley